# C/2013 G3 (PANSTARRS)
C/2013 G3 (PANSTARRS) — одна з гіперболічних комет. Ця комета була відкрита 10 квітня 2013 року; вона мала 20.7m на час відкриття.